# Élisabeth Vigée Le Brun
Élisabeth Vigée Le Brun (París, Regne de França, 16 d'abril de 1755 - 30 de març, 1842), fou una pintora francesa, una de les més destacades del segle xviii.

## Orígens
Era germana del dramaturg Étienne Vigée i el seu pare, Louis Vigée, exercia amb una certa agradable mediocritat l'art de retratista al pastel i l'oli, en els quals no trobà ni glòria ni fortuna en una època en què Boucher, La Tour, Greuze i Chardin havien arribat a l'apogeu del seu talent. De freqüentar el taller del seu pare i estar contínuament envoltada d'amics artistes, va treure un bon profit des dels seus primers anys, i es revelaren de seguida les seves excel·lents disposicions.
Élisabeth va estudiar en un convent entre els sis i els onze anys on emplenava d'esborranys als marges dels seus llibres d'estudi. S'explica que el seu pare estava molt orgullós de les aficions de la seva filla; li va dir un dia molt joiós en veure aquells dibuixos: «Filla meva, o tu seràs pintora o no hi haurà pintors a la terra». Entre els artistes que es trobaven en relacions d'intimitat amb els Vigée s'ha de recordar Doyeu i Davesne; aquest últim, membre i professor delegat de l'Acadèmia de Sant Lucas, més tard es vantava d'haver estat l'iniciador d'Élisabeth en l'art de la pintura; sí que és veritat que tota la seva ensenyança es limità a algunes nocions elementals i tècniques i a ensenyar-li a agafar la paleta i el pinzells. Al Museu Nacional d'Art de Catalunya hi ha una obra seva, Retrat de Nena pintat entre 1788 i 1790, provinent del llegat de Francesc Cambó.

## Primer dolor en la vida
No tenia més de tretze anys quan un gran i primer dolor vingué a entristir la seva vida, que més tard hauria de ser-li tan dolça i afortunada; el 9 de maig del 1768, morí el seu pare per haver-se-li travessat una espina de peix. Afortunadament per a la nena, Doyeu, el vell amic de Vigée, reconcentrà en aquesta l'afecte que sentia pel seu pare, la protegí i consolà, induint-la a continuar el treball, i entrà llavors ella en el taller de Gabriel Briard, pintor d'història, membre de l'Acadèmia i artista mediocre que destacava com a copista. Concorria al taller del seu professor en companyia d'una amiga seva, Bocquet, que tenia un any més que ella i força talent, i que, com aquella, assistia a l'Acadèmia de Sant Lluc, la qual abandonà una vegada es casà. Les dues nenes, corrent com un parell d'estudiants escortades per una serventa, s'assabentaven alhora, pels xiuxiueigs dels passejants, dels afers polítics.

Elisabeth, d'una precocitat sorprenent, unia al seu naixent talent una gentilesa adorable i una bellesa heretada de la seva mare, Joana Maissin; i a l'edat que altres infants van encara a l'escola, i són éssers completament anònims, ella ja havia establert la seva reputació. El seu mestre veia que li sobrepassava en renom, i hi atreia els personatges més influents. Horaci Vernet li havia dit en una ocasió:
| « | <No segueixis, filla meva, cap sistema d'escola; consulta solament les obres dels grans mestres italians i flamencs, però per damunt de tot estudia la natura. Ella és la mestra suprema. Si estudies la natura amb cura, ella et protegirà contra l'amanerament.> | » |

Doyeu i Greuze també l'ajudaren amb els seus consells, però en realitat no es deixà influir per ningú; entusiasta del seu art, freqüentava les col·leccions d'obres mestres i, recordant el que li havia dit el gran pintor dels ports francesos, cercava en la mateixa naturalesa la seva inspiració i els seus models, i això la salvà d'una afectació i d'un estil convencional a què tendien en aquella època Nattier, Drouais i els seus deixebles.
No assolí mai la intensitat de La Tour, ni s'igualà a Chardin, però deixà retrats femenins de la seva època que aportaren una interessant contribució al patrimoni artístic de França en finalitzar el segle xviii. Pintà molt bé les dones, no tan sols vistes des del punt de vista familiar, sinó en el sentit decoratiu de l'elegància i l'encant femení. L'any en què Boucher fou trobat mort al peu del seu cavallet, davant d'un quadre sense acabar de Venus, Élisabeth, que llavors contava quinze anys, ja coneixia la celebritat; la noblesa, els cortesans i tot el gran món acudia al seu estudi, on es reunien els pintors de més fama.

## Un lleuger núvol
François Lemoine, La Tour i d'altres, no pogueren donar l'abast als retrats que els encarregaven; el seu talent i la seva bellesa resplendia al bell mig d'un cercle d'admiradors. Per aquest temps, però, en el cel de la seva existència aparegué un lleuger núvol: la seva mare tornà a casar-se en segones núpcies, amb un joier anomenat Le Lèvre, personatge poc simpàtic, avar, que sota el pretext de viure en el camp llogà a Chaillot una caseta amb un jardí, on hi cultivava mongetes. Afortunadament, Élisabeth es refugià en el seu art fugint de la societat del seu padrastre, i trobant una afectuosa companyia en una amiga de la seva mare, Madame Susana, esposa d'un escultor, amb la qual podia sortir: durant un d'aquells passeigs trobà, a Marly, per primera vegada, Maria Antonieta d'Àustria.

## Galeria de les dones d'Élisabeth

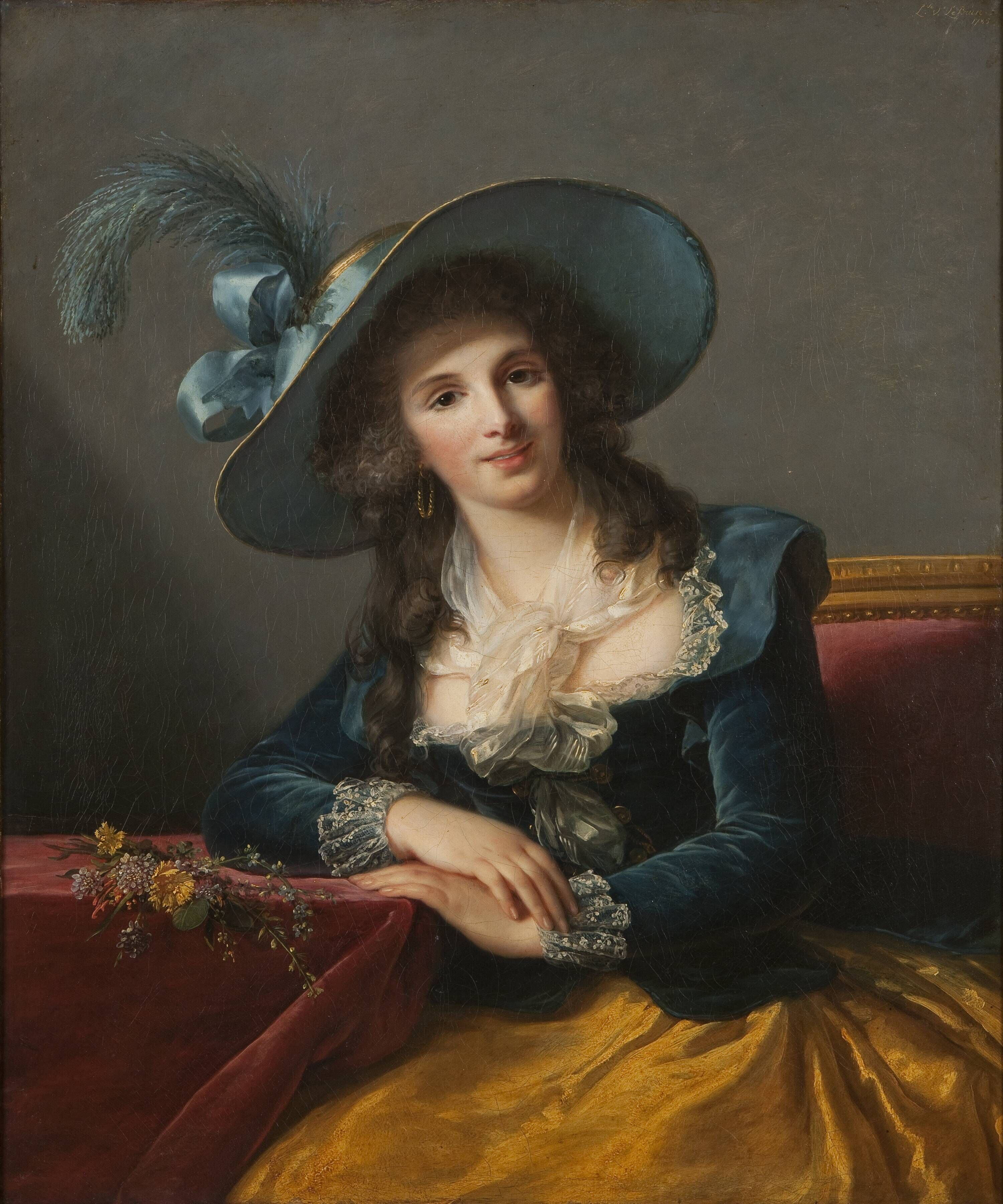
Comtessa de Ségur
Madame Dubarry
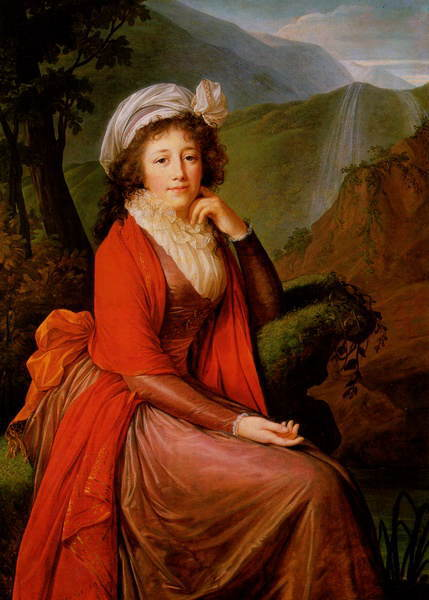
Comtessa Buquoi
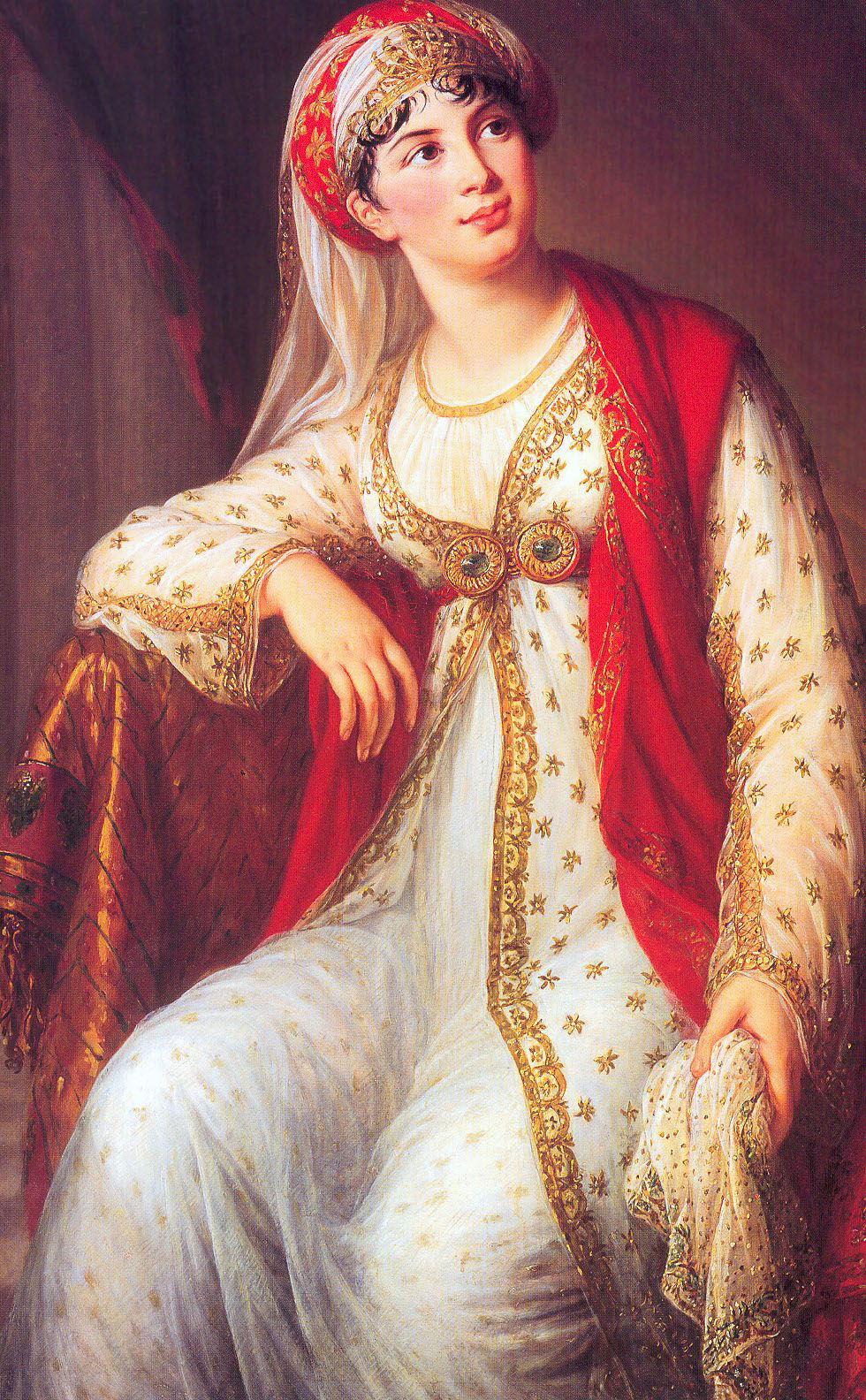
Madame Grassini disfressada de Zaire
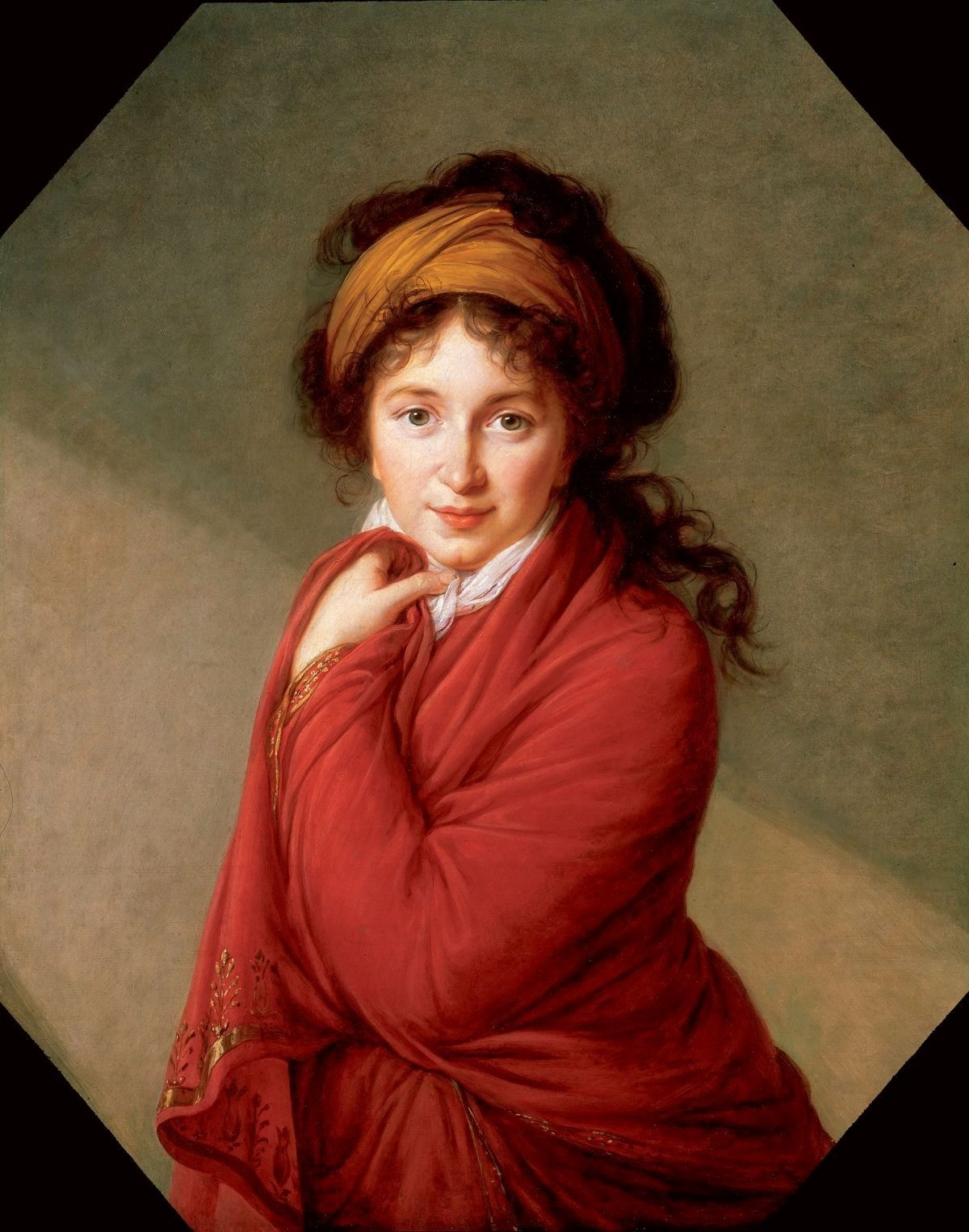
Madame Golobine
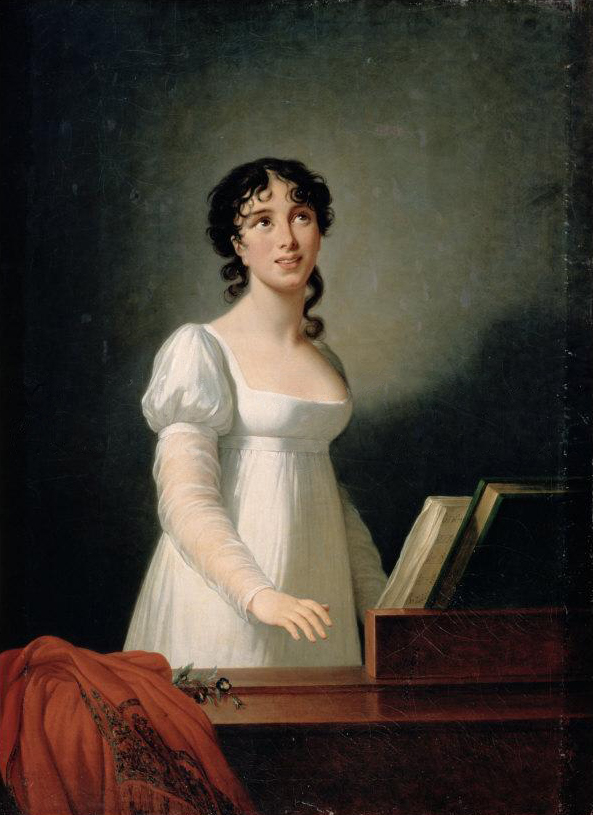
Medalló de la soprano Angelica Catalani

## 25 d'octubre de 1774
El 25 d'octubre del 1774, el mateix any en què Lluís XVI pujava al tron de França, Élisabeth Vigée-Lebrun era elegida membre de l'Acadèmia de Sant Lluc; comptava llavors dinou anys; la seva modèstia, els seus encants i l'alta vàlua del seu talent la destinaven a un esdevenidor gloriós; únicament el seu matrimoni vingué a projectar una ombra en el radiant quadre de la seva carrera artística. Els seus pares, després d'haver habitat al carrer Saint-Honoré, prop del Palau Reial, havien anat a allotjar-se al carrer de Cléry, a l'Hotel Lubert, en què Lebrun, expert, tenia un lucratiu comerç de pintures, i on la jove estudiava les obres de tots els països que passaven per aquelles galeries. Una gran intimitat s'establí ben aviat entre ambdues famílies, fins al punt que aquest comerciant, considerant els avantatges que li reportaria una unió amb la jove i ja cèlebre artista, es deslligà com va poder de les promeses fetes a la filla d'un dels seus clients, un holandès també comerciant en quadres, i començà a festejar Élisabeth de manera vulgar i ambiciosa, però insistent, i la demanà per esposa al cap de sis mesos. Ella vacil·là força temps, amb el pressentiment de possibles decepcions, i hi consentí per fi per escapolir-se, sens dubte, de la companyia desagradable i fastigosa del seu padrastre.

## Les noces
Tenia vint-i-un anys quan es casà, l'11 de gener del 1776, prenent llavors el nom de Lebrun, que amb el temps hauria d'immortalitzar. El despertar d'aquell idil·li conjugal fou penós. Havent-se adonat massa tard de les aventures del seu marit amb la seva antiga promesa d'Holanda, es revelà aquell com un llibertí de costums dissoluts i jugador empedreït que, després d'haver malbaratat la seva pròpia fortuna, es jugava diàriament els diners que ella guanyava amb un treball incessant.

Del seu matrimoni tingué una filla, en la qual concentrà tot l'afecte que no va poder posar en l'indigne espòs; és la que, més tard, el món admirà en els seus bells retrats. Amb tot, la seva reputació de gran pintora augmentava de dia en dia, i es veia assetjat el seu taller per innumerables comandes, de tal manera que la duquessa d'Orleans hagué d'esperar prop d'un any abans de trobar ocasió perquè li fes el seu retrat. Tot el món elogiava Na Vigée Lebrun; se l'anomenava <l'orgull de França, el llapis immortal>. El poeta Le Brun, que es titulava a ell mateix el Píndar del seu segle, celebrava en els seus versos la jove artista. Quan La Harpe pronuncià en l'Acadèmia el seu discurs sobre el talent de les dones, va dir en parlar d'ella:
| « | Élisabeth, la moderna Rosalba, però més brillant que ella, uneix l'eloqüència de Favart al somriure de Venus>. | » |

I tots els assistents a l'acte es posaren dempeus, fins i tot el rei de Suècia i la duquessa de Chartres, per saludar l'enrojolada Vigée Lebrun.

## La millor època retratista
D'aquesta època, daten els seus millors retrats: el primer que feu de Maria Antonieta, el 1779, la representa dempeus amb un vestit de ras blau i una rosa en la mà, sens dubte per simbolitzar en aquesta figura Madame Royale, nom amb el qual se la coneixia des de l'any anterior. Entre les dues dames, es creà gran intimitat, a la qual potser contribuí també ser de la mateixa edat, i Élisabeth va fer el retrat de la reina almenys trenta vegades i arribà aquella, fins a la seva mort, a ser una realista convençuda. El llenç de Maria Antonieta i les flors (1788) pertany, sense cap mena de dubte, a l'art del segle xviii, però els dos famosos quadres en què es representà amb la seva filla denoten una nova manera en què es deixa sentir la influència antiga, i també la tornada a la vertadera naturalesa, al sentiment familiar.

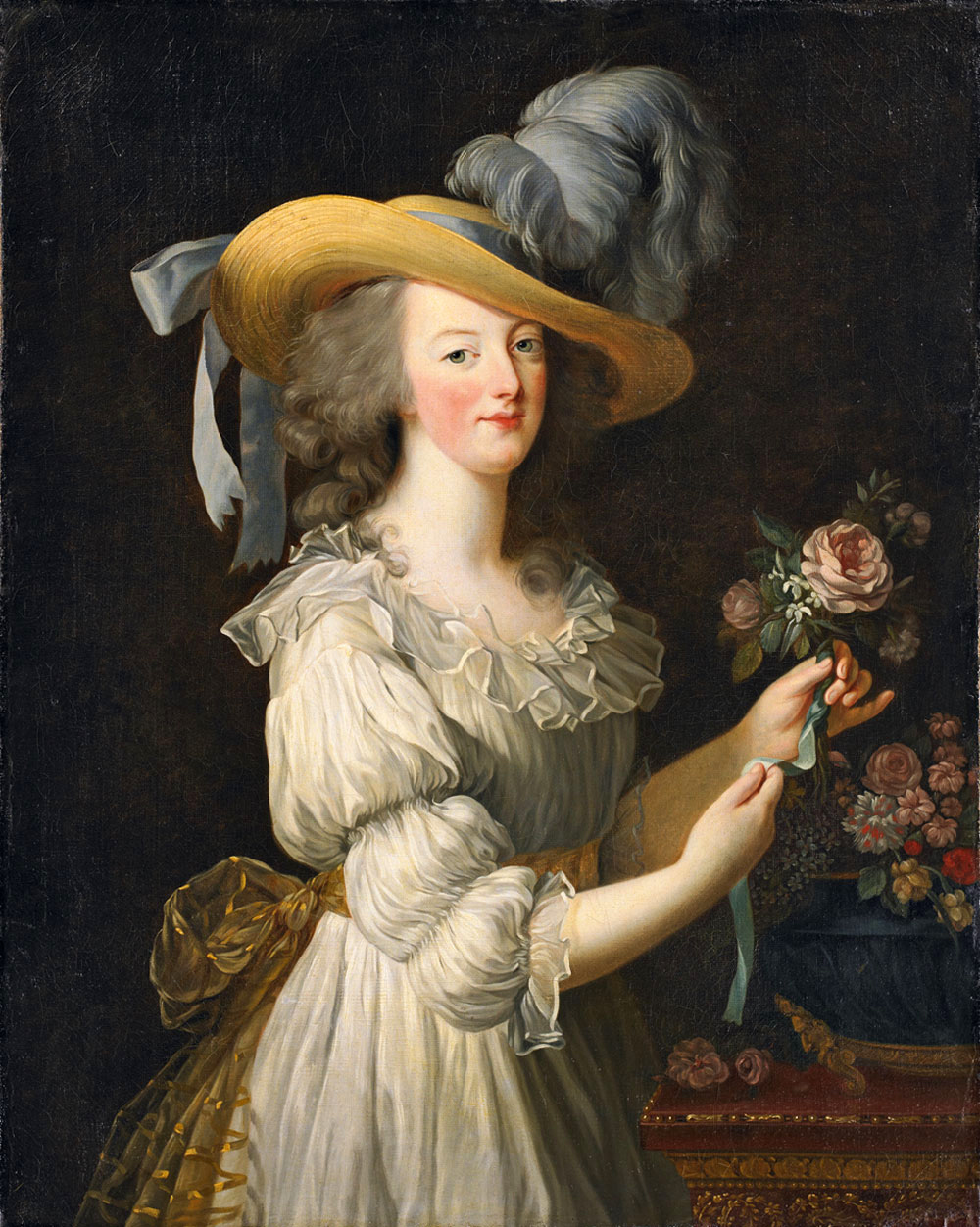
Un dels molts retrats de Maria Antonieta

Élisabeth Vigée-Lebrun, que, per altra banda, s'avançava al seu temps, jutjava lletges i immorals les modes d'aquell temps, s'enginyava a preparar els seus models segons el seu gust, i condemnava rigorosament l'empolvorat i les pintures; disposava diferentment el pentinat de les dones que retratava, i va influir no poc en la moda. Es diu que, un dia, la bella duquessa de Grammont-Caderouse sortí del taller d'Élisabeth amb el cabell d'un negre atzabeja, modificat així per l'artista; anà la duquessa al teatre aquella nit, i va ser l'admiració de tothom; l'endemà en restava implantada la moda.

Únicament la reina no cedí a les súpliques de la seva amiga:
| « | <Jo seré l'última en seguir la moda, digué, no vull que se'm pugui acusar d'haver volgut amagar el meu gran front.> | » |

L'anècdota és curiosa, i mostra l'altiva feresa de la dona que fou princesa d'Àustria i en què també es veu la influència benfactora que poden treure els verdaders artistes d'una cosa tan inconstant, fantàstica i irracional com la moda.
El 1782, el marit d'Élisabeth hagué de fer un viatge a Flandes per afers de negocis, i ella l'acompanyà; llavors tenia vint-i-set anys. Les obres que admirà en aquella ciutat la impressionaren molt, i se'n ressentí el seu art. A Anvers, contemplà el famós quadre de Rubens La dona amb el barret de palla, figura inundada de llum i que té el front velat per l'ombra. Sens dubte, s'inspirà en aquesta figura quan feu el seu retrat, en què apareix representada amb la paleta a la mà i el cap cobert amb un barret de palla. Des de llavors, es dedicà ans de tot a cercar la transparència de la vida en l'atmosfera, augmentant i enfortint la gamma de la seva paleta; el seu art havia arribat a l'apogeu.

## Membre de l'Acadèmia
En tornar de Flandes, Jules Vernet la decidí a presentar la seva candidatura a l'Acadèmia Reial; el seu autoretrat havia causat sensació, i havia pintat, a més, segons costum, el quadre de recepció o d'admissió, La Pau conduint a l'Abundància, al·legoria que es guarda al Louvre i que, malgrat la manera oficial o acadèmica en què està pintat, és una obra plena d'encant. Fou rebuda com a membre de l'Acadèmia l'últim dia de maig del 1783. El seu talent i tan ràpida glòria, units a la seva bellesa i joventut, devien suscitar enveges i donar pretext a interpretacions calumnioses, i succeí que el seu llenç La Pau conduint a l'Abundància fou exposat a sota d'un quadre de Ménageot, El naixement del Delfí; la comparació d'ambdós quadres suscità algunes reflexions de mala fe; el tal Ménageot, desconegut de tothom fins que fou director de l'Acadèmia de Roma, en aquell temps habitava la mateixa casa que Élisabeth, i aquell deixava que els murmuris diguessin que ell retocava els quadres de la seva veïna.
La seva elecció per l'Acadèmia havia estat també criticada, i corria la brama que havia obeït ordres de la cort, en què ella tenia gran preponderància. Sense preocupar-se gens ni mica dels murmuris, passava els dies al seu taller dedicada al treball i de nit presidia al seu saló les reunions que ens descriu l'historiògraf M. de Nolhac:
| « | Entre els nombrosos salons, diu, que donaven més atractiu a París en el segle xviii, el d'Élisabeth Vigée Lebrun fou un dels més famosos. Era l'únic saló d'artista de l'època, i la seva amable mestressa, que el va saber crear, degué aquest privilegi no tan sols a les gràcies femenines que tots els coetanis pogueren celebrar, sinó també a les relacions que li proporcionà, entre les classes privilegiades i en la cort, el seu talent de retratista. A propòsit de l'exposició del Louvre el 1783, on presentà al públic, al costat de les imatges de la reina, de Madame i de la marquesa de Guiche, de jardinera, el seu propi retrat amb el barret de palla, un novel·lista es va permetre indicar quant servien al seu talent les gràcies de la seva persona. És aquesta dona jove i bella, plena d'esperit i de gràcies, que atrauen amb la seva amabilitat les millors amistats de París i de Versalles, donant sopars exquisits als artistes, als autors i gents de qualitat; la seva casa és l'asil on els Polignac, els Vandreuil, els Polastron i els cortesans més refinats i intel·lectuals venen a cercar un refugi contra el fastig de la cort i s'hi troba el plaer que abans els fugia. | » |

Entre les amigues protectores de Vigée-Lebrun, es comptava Madame Verdun, esposa de l'arrendador major; Madame Le Couteulx du Molay, filla de la bella Madame Pourrat, que adorava Andrea Chenier; la marquesa de Grollier i, per acabar, la marquesa de Sabran (Gard). També anaven al carrer de Cléry la comtessa de Segur, la marquesa de Rougée de Pezay i la filla de l'encarregat de Negocis de Saxònia. Cadascuna d'aquelles senyores amigues seves tenia el seu cercle d'adoradors i poetes que les celebraven amb els seus versos, però cap no estava gelosa que la primera corona fos per a l'artista preferida.
| « | <El seu domicili del carrer Cléry, continua dient l'historiògraf citat, decorat amb quadres dels mestres flamencs proporcionats pel comerç del seu marit, és modest; encara que, en aquell cèlebre saló es donen concerts i es reciten versos; entre els assistents habituals, s'hi citen M. de Vandreuil, el cavaller de Bouflers, Hubert Robert David, l'abat Delille, el poetastre Ecouchard Lebrun, Chamfort i un gran nombre de dames del més alt llinatge. Getry i Martini aportaven les seves obres més aprimorades, interpretades per Garat i madame Todi; les sessions de música instrumental hi reunien els primers noms de l'època. A poc a poc, els més escollits prenien el costum de quedar-s'hi, i com en una habitació relativament petita per a tal concurrència hi mancaven cadires, es veien a voltes grans personatges asseguts al sòl per escoltar amb més comoditat. L'artista no s'envania per aquell èxit mundà que acabava de fer créixer la seva fama. Tenia serena consciència dels seus mèrits, que l'omplien únicament de goig; tractada en la intimitat per les grans dames que es feien retratar per ella, li semblava molt natural aquella espontaneïtat de relacions que més tard hauria de trobar en les més altes societats d'Europa…L'artista posseïa, sobretot, el gust d'agradar, i el que segurament aprecià més durant la seva vida foren les lloances de certs cortesans, que s'apressaven a posar-les als seus peus, menyspreant l'orgull de la seva època; aquelles, en efecte, es dirigien més a la dona que a l'artista, i Élisabeth, que era infinitament coqueta, estava més orgullosa de les seves gràcies que del seu talent. Era una gran artista, però sense luxe; a les deu es passava al menjador, on s'hi servia un lleuger sopar. Gran enamorada dels costums hel·lènics, una nit tingué el caprici de donar un sopar a la grega, en què se serví la samfaina espartana, de sucre i llet; anaven els invitats amb els vestits apropiats a l'escena; causà l'aventura molt de soroll, i deien els envejosos que l'orgia havia estat molt costosa. | » |

## Obsequiada arreu

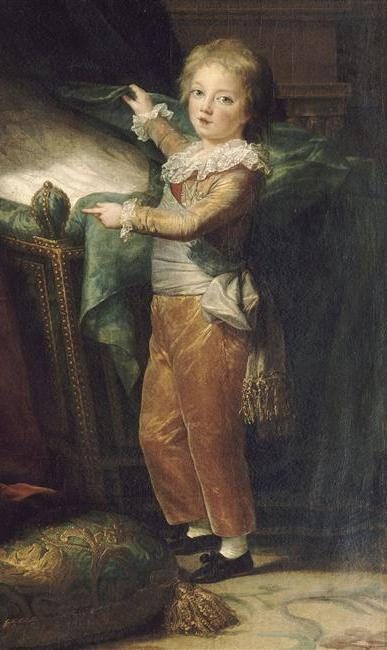
El Delfí fill de Lluís XVI.

A tots els llocs on anava era molt obsequiada per la seva esplèndida bellesa: el mateix per M. de Vaudreuil, al seu palau de Gennevilliers, avui destruït i on es representà per primera vegada Les noces de Fígaro per la Comedie Francesa, que per Claude Baudard de Saint-James, cavaller i conseller del rei i tresorer general de l'Marina i de les colònies, el qual oferia sumptuosos banquets en la seva Folie de Neuilly, i per Boutier al Tívoli.
| « | Al Moulin Joli, continua Nolhac, el lloc era encara més bonic i els seus hostes eren encantadors. La gran illa coberta de bosquets i verdes valls, que un braç del Sena separava en dues parts unides per un pont pintoresc, es presentava en les ments d'aquells temps com un vertader Eliseu. La conversa amb aquests amics era per a Vigée-Lebrun infinitament profitosa, enriquida per tanta experiència i adornada de tants records, als quals l'excel·lent Hubert Robert gaudia d'afegir-ne els seus. A Gennevilliers, Élisabeth veia el món cortesà; igual li succeïa a casa de la senyora Regnière, en el magnífic hotel que el bondadós Grimond havia fet aixecar als Camps Elisis i que freqüentaven assíduament els homes de la societat de la reina, el comte d'Adhemar, el baró de Beuzenval i Vaudreuil; les dames concorrien a les grans soirées, atretes per la seva bona música, i Élisabeth recordava amb plaer haver travat amistat amb la comtessa de Segur. | » |

El 1875, executà el retrat de Calonne, assegut i sol, fins a sota els genolls. Per aquest llenç, rebé la suma de 48.000 francs; Beaujon li pagà pel seu retrat 8.000, i el príncep Lubomirski, pel seu, 20.000. Del mateix any, data el conegut quadre El Delfí, fill de Lluís XVI, i de Madame Royale, del museu del Palau de Versalles. És una obra deliciosa, antítesi emocionant de l'horrible destí que l'esperava: al Saló de 1787 exposà el quadre Maria Antonieta i els seus fills, el retrat de la Senyora Dugazon i el de Senyora Molé-Raymond, actriu de la Comèdia Francesa.

## Revolució i fugida
Quan esclatà la Revolució, Élisabeth tenia trenta-quatre anys. Una nit que estava preparada casa seva per donar un d'aquells concerts íntims i en els quals es reunia gent del gran món, restà consternada en veure els rostres d'espant que demostraven els que anaven entrant i li explicaven els esdeveniments dels primers esclats ocorreguts aquell matí al passeig de Longchamp i en la barrera de l'Etoile; i entristí sobiranament aquelles explicacions la festa, que per aquest motiu restà sense efecte. Com que els esdeveniments es precipitaven i la situació era cada vegada més perillosa per a Élisabeth, a causa d'estar assenyalada com a sospitosa per les relacions que sostenia amb la cort i la noblesa, s'hagué de determinar a fugir per salvar el cap i el de la seva filla. El 5 d'octubre del 1789, mentre la multitud queia sobre Versalles, les dues dones fugien tremoloses en una diligència vers Itàlia. La seva absència hauria de durar dotze anys; la bona acollida que se li dispensava en totes les ciutats en què es detenia la consolà força d'haver hagut d'abandonar tan bruscament el seu inoblidable saló i el seu taller, en què havia deixat algunes teles sense concloure. A Torí, no feu més que aturar-s'hi per poc temps; a Bolonya, va romandre tres dies i fou nomenada membre de l'Acadèmia d'aquella ciutat. A Florència, se li demanà que pintés el seu retrat per a la cèlebre Col·lecció dels Oficis. D'allà partí cap a Roma, on fou rebuda amb vertader entusiasme, i romangué a la ciutat vuit mesos, al cap dels quals partí vers Nàpols. Allà es trobà amb Lady Hamilton, la famosa Emma de l'almirall Nelson, que traslladà al llenç diverses vegades; com a bacant, amb una copa a la mà a la vora del mar; una altra volta en figura de Sibil·la, i guardà per a ella aquesta última tela i la portà en els seus viatges per exposar-la per on ella anava, la qual cosa li proporcionava sempre un èxit enorme, en tant que el model, després d'extraordinàries aventures i de miserable vellesa, acabaria els seus dies a Calais en soledat i misèria espantosa.

## Estada a Nàpols
De la seva estada a la Campània, també daten el retrat de La reina de Nàpols amb les seves dues filles primogènites i el príncep reial; el retrat de Paisiello, que exposat més tard al Saló de París al costat d'un quadre de David, motivà al gran artista aquesta exclamació: 
| « | <Es creurà que el meu llenç està pintat per una dona i el retrat de Paisiello per un home.> | » |

D'Itàlia, on hi va romandre tres anys, plena d'honors en totes les ciutats per on passava, se n'anà a Viena, i hi treballà sense desmai des del 1792 fins al 1795: 
| « | <pintar i viure per a mi són dos mots iguals.> | » |

acostumava a exclamar la refinada artista. Durant la seva estada a Àustria, el 3 de juny del 1794, en el període del Terror, aconseguí la seva acta de divorci, i el mateix any el ciutadà Lebrun publicava a París la seva obra Précis historique de la vie de la citoyenne Le Brun, peintre.

## Estada a Rússia
De Viena, Élisabeth passà a Praga, Dresden, Berlín i Sant Petersburg, on arribà el juliol del 1795 ciutat en la qual va romandre sis anys. Rebuda a la cort i atesa per l'emperadriu Caterina II, allà trobà moltes de les seves antigues amistats, que, com ella, havien fugit dels "horrors" de la Revolució i emigrat a la capital de Rússia. En aquell confortable ambient, va poder recomençar al seu gust la interrompuda labor artística, treballant des del matí fins a la nit; en la llista de les seves obres, que posa al final dels seus volums titulats Souvenirs, indica, durant la seva estada a Rússia, 47 retrats. La seva recepció en l'Acadèmia de Sant Petersburg fou un vertader triomf. Malgrat la bona acollida que havia trobat en la seva "segona pàtria", com ella l'anomenava, no l'impedia que amb freqüència se'n recordés de la primera; acabada la Revolució, no hi havia motiu per a romandre en el desterrament; deslligada del seu marit, podia disposar de la seva fortuna lliurement.
El París d'altres vegades, on havia estat obsequiada amb gran mesura, ja no existia; la seva mare havia mort, la seva millor amiga, la reina Maria Antonieta, havia tenyit de sang el cadafal; res no podia incitar-la a tornar a París, si per aquell temps una gran decepció no hagués vingut a enfosquir la seva existència. La seva filla, la bonica nena dels retrats que amb tant d'amor entrellaçava amb els braços el coll de la seva mare, s'havia transformat en una bella jove, i s'havia promès a un personatge rus, M. Nigris, secretari del comte Czernicheff. Élisabeth intentà en va dissuadir-ne la seva filla. En perdre en part l'afecte de la seva estimada filla, Sant Petersburg ja no podia ser per a ella un agradable refugi, i marxà a Moscou, i es decidí, per acabar, a sortir de Rússia, malgrat els precs insistents de tothom, fins i tot de l'emperador Alexandre III.

## Tornada a la pàtria

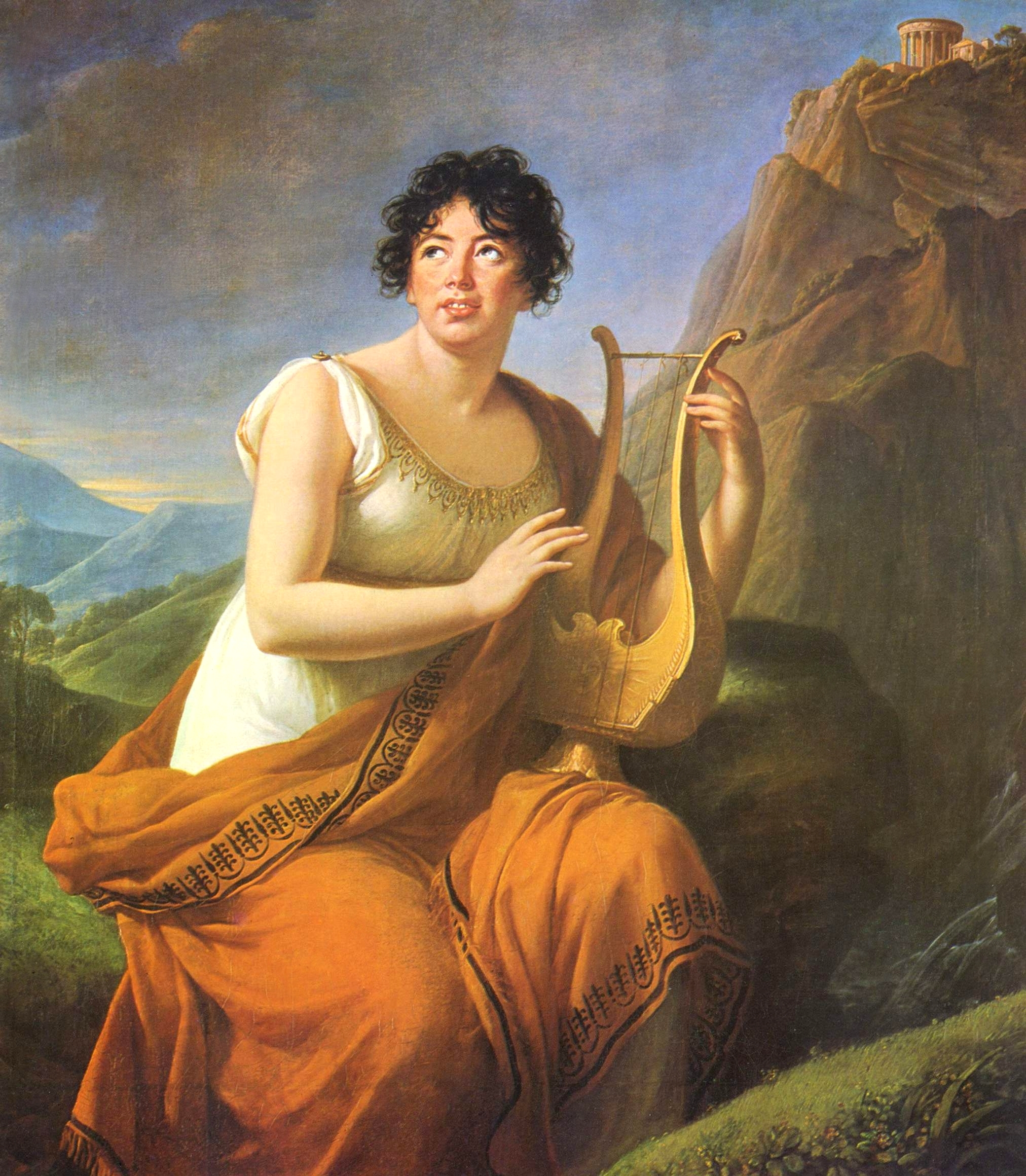
Madame d'Staël en figura de Corinna.

De tornada a la seva pàtria, s'aturà algunes setmanes per pintar alguns retrats; a Potsdam, amb l'objecte de fer el de la reina, i a Dresden, des d'on tornà a França després d'un desterrament de dotze anys, desterrament però, brillant, del qual portà una fortuna considerable, i per aquest motiu el seu exmarit Le Brun anà a oferir-li de bell nou la seva casa, plena de flors per rebre-la i havent col·locat a sobre del llit una corona d'estrelles d'or, i malgrat que aquestes deferències la varen commoure, no va poder oblidar les injúries passades i dilapidacions.
Amb motiu del seu retorn, s'efectuaren grans festes i concerts pels seus amics, però d'aquests en mancaven molts, i al cap de sis mesos partí cap a Londres, on va romandre tres anys amb una aurèola de glòria, fent molts retrats; entre aquests, els de Jordi IV i Lord Byron. El 1805, tenia llavors cinquanta anys; tornà a França, passant per Països Baixos i Bèlgica. Però, a causa de la gran tempesta de bèl·liques aventures que descarregava sobre França, governada per Bonaparte, semblava que la bella pintora no sabia on fixar la seva residència, i l'envaí una gran ansietat per viatjar; en dues ocasions diferents anà a Suïssa; allà dibuixà més de 200 paisatges al pastel i trobà Madame de Staël.

Veient que la vellesa s'aproximava, es cansà d'anar sempre errant, i determinà adquirir una casa a Louveciennes per passar els seus últims anys, alternant amb el seu domicili de París, envoltada de soledat i buit. Mort el marit el 1813, la seva filla el 1819 i el seu germà el 1820, no li restà més afecte que el de les seves nebodes, senyora de Rivière i senyora Trippier le Franc. Quan morí en el seu domicili del carrer de Saint Lazare tenia vuitanta-set anys, i fou soterrada, segons el seu desig, a Louveciennes, a l'església on es conserva el seu quadre de Santa Genoveva. Sobre una senzilla làpida, on estan esculpits els atributs del seu art, una paleta i els pinzells, s'hi llegeixen aquestes poques i significatives paraules:
| « | <Per fi em quedo aquí.> | » |

Evocació d'una llarga i agitada vida. En resum, en la història de la pintura, Vigée-Lebrun ocupa un lloc tan important com el de George Sand en la literatura; és, amb Rosalba, l'única artista la glòria de la qual pot ser reivindicada pel moviment feminista, tan accentuat actualment. Ella representa tota la joventut i encant del segle xviii, i afegí en alguns retrats la psicologia intensa que més tard es veuen en els dibuixos d'Ingres.
L'obra mestra d'Élisabeth és el retrat amb la seva filla. Les pintures d'aquesta artista tenen la seva mateixa gràcia, i assoleixen una delicada sensibilitat sense caure en l'afectació; el seu talent val com un modernisme prematur, que ha sobreviscut a la seva època. Vigé-Lebrun és un exemple únic de talent femení en pintura que no ha tingut rival. A més dels quadres citats, cal també mencionar-ne: 
- Un nen vestit de vermell, de la Col·lecció Wallace.
- Autoretrat, de l'Acadèmia de Sant Lluc.
- La Princesa Kotchoubey, que pertany a la família de la princesa A. N. Galitzin.
- Retrat d'una desconeguda, de la col·lecció E. G. Schwarts.
- Autoretrat amb barret de palla, de la National Gallery de Londres.

## Galeria

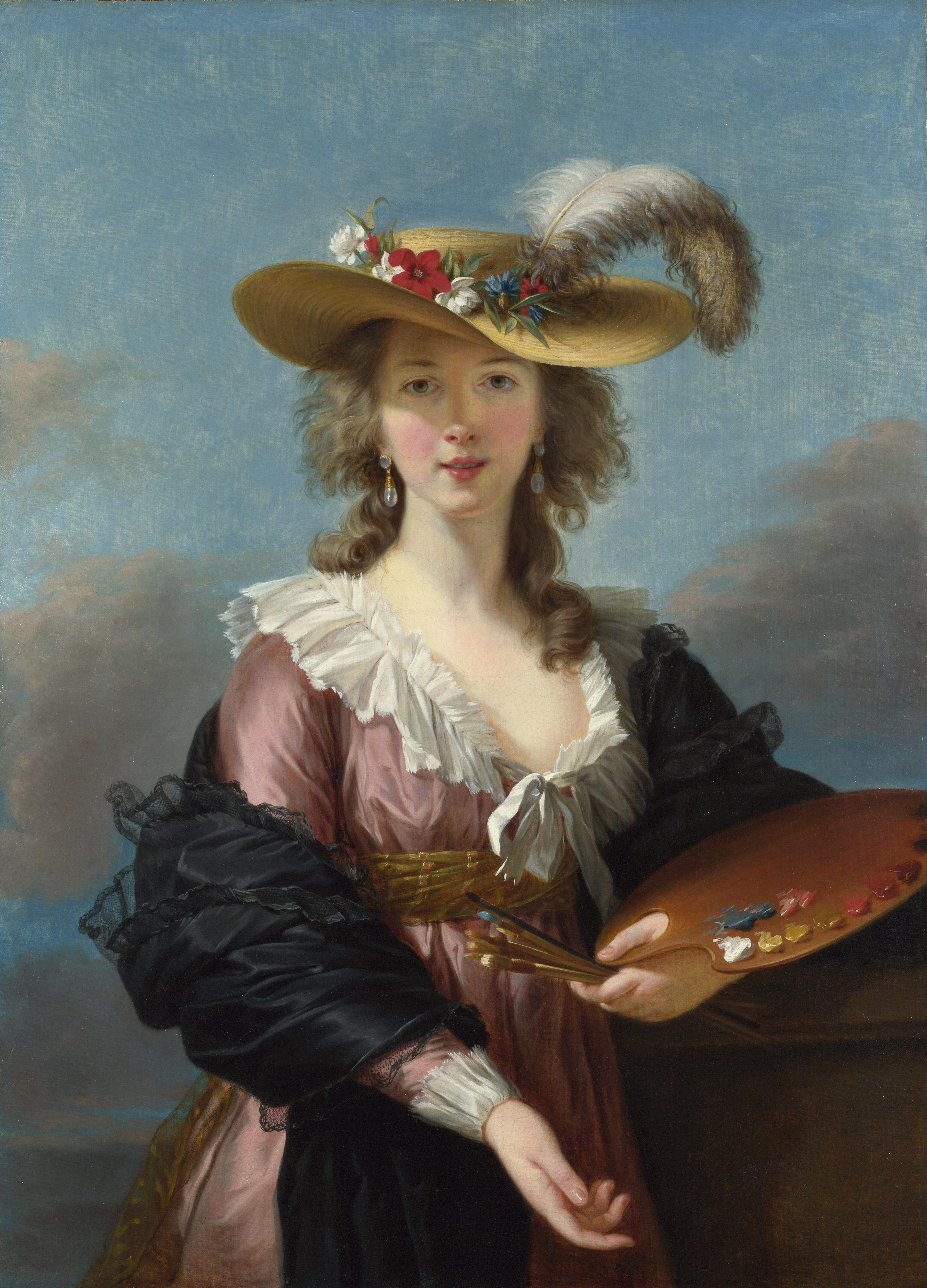
Autoretrat amb barret de palla
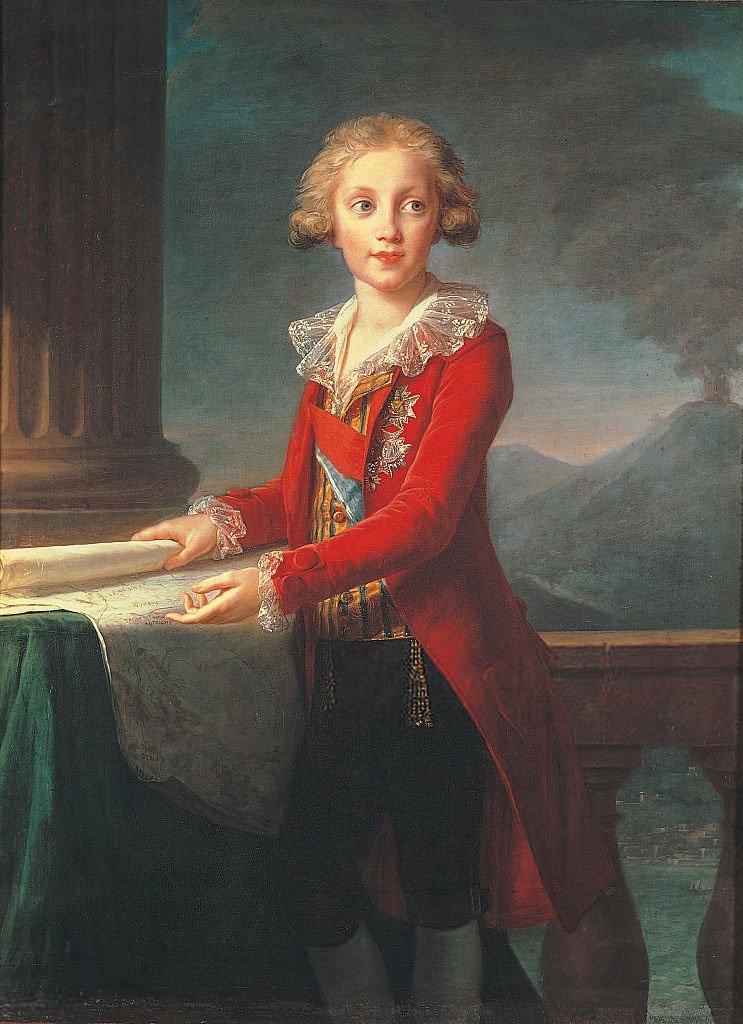
Nen amb vestit vermell
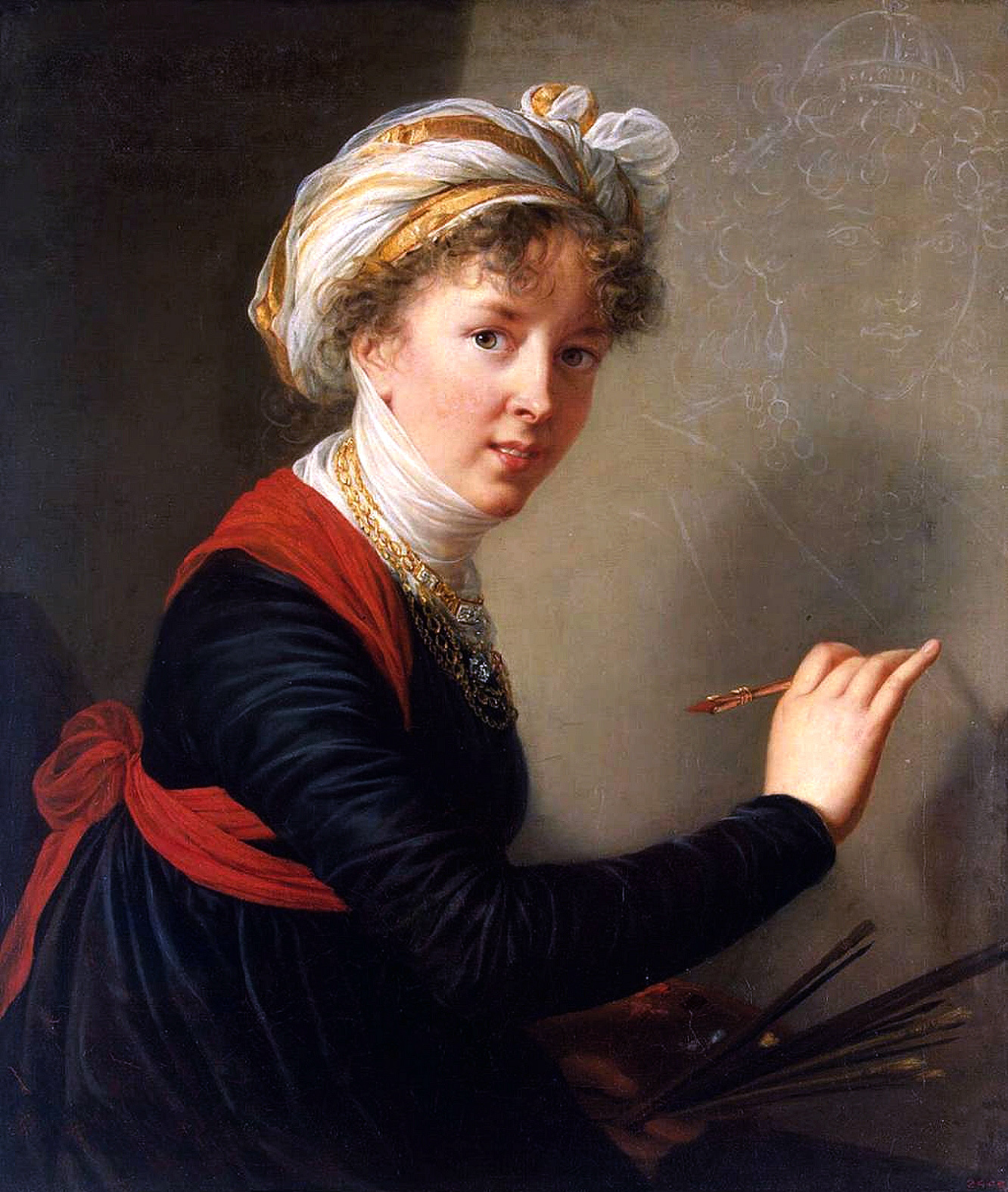
Autoretrat
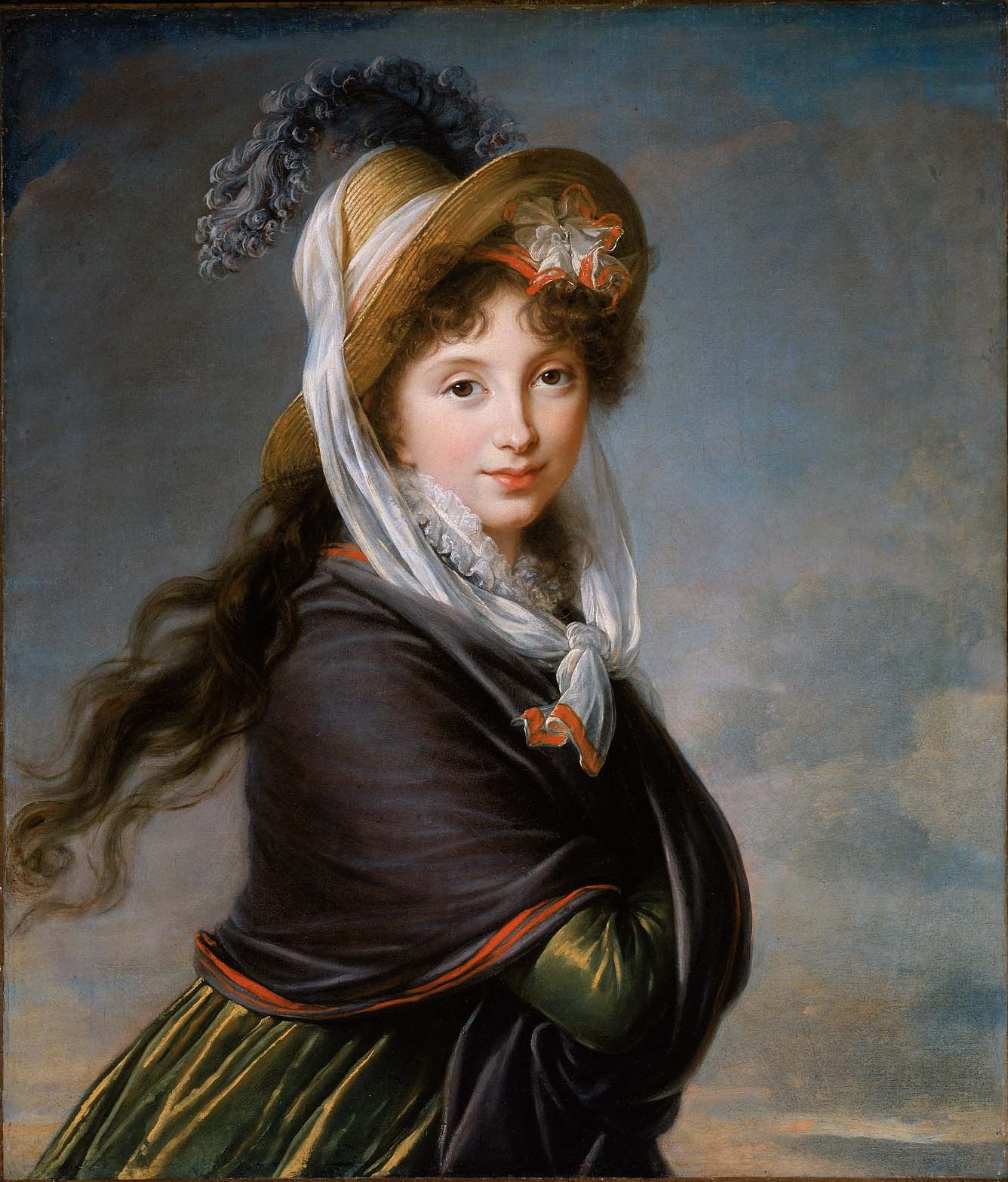
Retrat d'una noia jove
Lady Hamilton, l'amor de l'almirall Nelson